# 그레나다의 국가
그레나다 만세(Hail Grenada)는 그레나다의 국가이다. 어바 멀 바티스트(Irva Merle Baptiste)가 작사, 루이스 아널드 마산토(Louis Arnold Masanto)가 작곡하였다. 국가로 제정된 해는 1974년이다.

## 가사
Hail! Grenada, land of ours,
We pledge ourselves to thee,
Heads, hearts and hands in unity
To reach our destiny.
Ever conscious of God,
Being proud of our heritage,
May we with faith and courage
Aspire, build, advance
As one people, one family.
God bless our nation.

## 해석
만세, 우리의 땅 그레나다여,
우리는 그대에게 서약하리.
머리와 마음과 손은 통일체라.
우리의 운명에 닿기 위하여.
항상 하느님을 의식하여,
우리의 자랑스러운 유산과,
우리는 믿음과 용기와 더불어 할 수 있으리.
열망, 세움, 전진과
하나의 국민과 하나의 가족이라.
하느님께서 우리의 조국을 축복하시리.